# احتجاجات سلامة الطرق في بنغلاديش 2018
اشتعلت احتجاجات شعبية في بنغلاديش تدعو إلى تحسين السلامة على الطرق في 29 تموز/يوليو 2018 وذلك عقب مقتل اثنين من طلاب الجامعة في دكا بعد أن دهستهم حافلة يقودها سائق لايحمل رخصة كان يحاول تخطي حافلة أخرى والحصول على الركاب قبله. دفعت الحادثة الطلاب إلى الاحتشاد والمطالبة بطرق أكثر أمانا وقوانين مرورية أكثر صرامة. انتشرت المظاهرات بسرعة في جميع أنحاء البلاد. على الرغم من أن الاحتجاجات كانت سلمية إلى حد كبير إلا أن  الوضع ازداد سوءا في الرابع من آب/أغسطس عندما بدأت الشرطة والجناح الطلابي في رابطة عوامي البنقلاديشية بمهاجمة المتظاهرين والصحفيين.

## الخلفية
خدمات الحافلات في دكا معروفة بعدم تقيدها بالأنظمة وتعرضها الدائم للحوادث. حيث أظهر بحث  للجنة الوطنية لحماية السفن والطرق والسكك الحديدية أن أكثر من 4200 شخص قتلوا بينما أصيب 16 ألف ومائة آخرين بجروح في حوادث الطرق في عام 2017 في دكا. وقُدرعدد المركبات التي يقودها سائقين غير مؤهلين بحوالي 2.4 مليون في دكا في عام 2018.